# سنجدو السفلي (كوه بنج)
سنجدو السفلي (بالفارسية: سنجدو سفلی) هي قرية تقع في إيران في البلدة المركزية.